# Guljaj-gorod

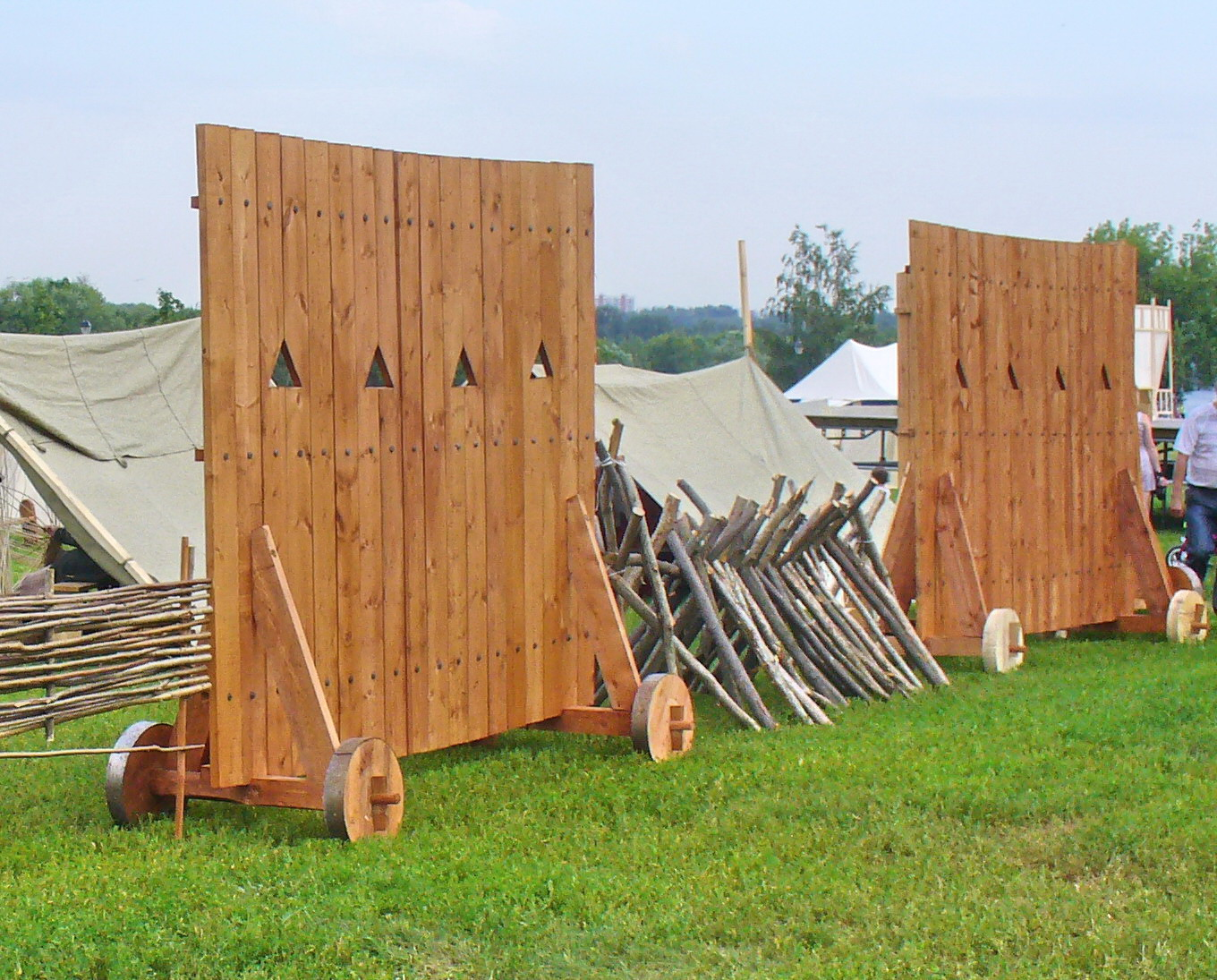
Ricostruzione di un guljaj-gorod

Un guljaj-gorod, noto anche come guljaj-gorodok, gulyay-gorod, guliai-gorod o gulay-gorod (russo: гуляй-город, Гуляй-городок, letteralmente: "città nomade"), era una fortezza mobile usata dall'esercito russo nel XVI e XVII secolo. 

## Descrizione
Il guljaj-gorod era fatto di mura in legno con buchi da cui spuntavano armi installate su ruote o slitte. Il guljaj-gorod era progettato per fungere da fortezza nella steppa, il cui territorio pianeggiante e spoglio non offriva ripari naturali. Una prima descrizione del guljaj-gorod fu fatta da Giles Fletcher il Vecchio, ambasciatore in Russia, nel suo Of the Russe Common Wealth.
Un guljaj-gorod giocò un ruolo fondamentale nel corso della battaglia di Molodi (1572), che bloccò l'espansione del Khanato di Crimea in territorio russo. In Ucraina, un grande guljaj-gorod fu costruito per volere di Bogdan Khmelnitsky, e fu utilizzato nel corso dell'assedio di Zbarazh del 1649.
Con l'arrivo dell'artiglieria da campo questo genere di fortificazioni cadde in disuso. In senso lato il termine russo viene ora usato per fare riferimento ad ogni fortificazione mobile straniera, come il carro fortificato degli Hussiti.